# 함안대로
함안대로(Haman-daero)는 경상남도 함안군 함안면 봉성1교차로와 법수면을 잇는 경상남도의 도로이다. 함안군 함안면 ~ 가야읍 구간은 과거에 국도 제79호선이었던 구간이다.

## 주요 경유지
경상남도
- 함안군